# سمولینا

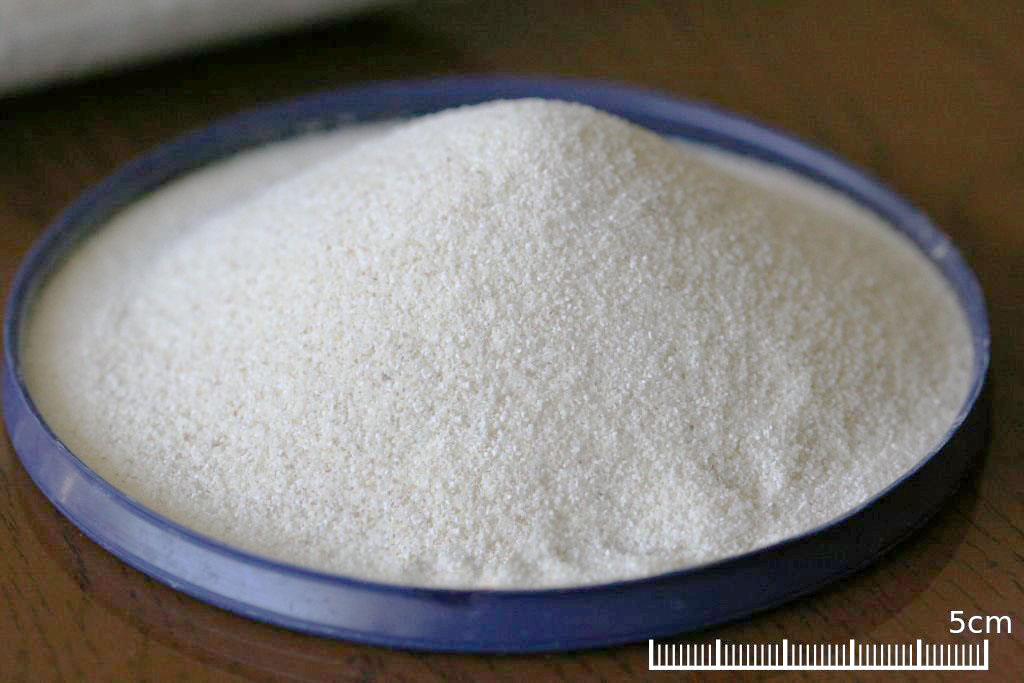
مینارد

مینارد که به آن آرد سبوس، آرد شکری، آرد حلوا و به تقلید از انگلیسی برخی سمولینا (به انگلیسی: Semolina) هم می‌گویند فراورده‌ای حاصل از آسیاب گندمی خاص به نام گندم دوروم است. مینارد ماده اولیه اصلی برای تولید ماکارونی و دارای رنگدانه‌های طبیعی زرد رنگ و آنتی‌اکسیدان‌هایی است. مقادیر فراوانی ویتامین، پروتئین، املاح و مواد مغذی مفید را داراست که افزایش کیفیت محصولات خمیری، که با آن تولید می‌گردند را سبب می‌شود.
نام این آرد از ترکیب مینا به معنی شیشه و آرد گرفته شده‌است توضیح فرهنگستان زبان به این شرح است: ذراتی با درخشش شیشه‌ای که پس از الک کردن آرد گندم دوروم در غربال باقی می‌ماند. بر اساس نظریه‌ای ممکن است که ریشه اولیه نان لاتینی آن از کلمه samita در زبان سانسکریت که به معنی گندم بوده‌است گرفته شده باشد یا حتی ریشه در زبان‌های سامی داشته و از ریشه «سمد» به معنی آسیاب کردن داشته باشد: مانند کلمه عربی سمید(samīd).
در صنعت تولید آرد، گندم آن‌قدر با غلتک‌های مخصوص آسیاب می‌شود تا کاملاً خرد و به آرد سفید تبدیل شود. در صورتی که در تهیه انواع ماکارونی‌ها بیشتر از آرد مینارد استفاده می‌شود که تهیه‌اش یک مرحله کمتر از آرد سفید زمان می‌برد. برای تهیه آرد مینارد، گندم‌ها کاملاً آسیاب نمی‌شوند؛ بلکه به صورت ذرات بسیار ریزی خرد می‌شوند.
تهیه ماکارونی با آرد مینارد کاری بسیار رایج و معمول است و هیچ کارخانه‌ای نمی‌تواند ادعا کند چون محصولش را با این آرد تهیه کرده پس دارای امتیاز بیشتری نسبت به سایر کارخانه‌هاست زیرا تولید ماکارونی با آرد سفید به علت خوب شکل نگرفتن، کاهش کیفیت و وارفتن آن پس از پخت تقریباً کار غیرممکنی است.

## مصارف دیگر
هرچند هنوز در ایران فروش و مصرف آرد مینارد رواج چندانی پیدا نکرده‌است اما به دلیل خواص این آرد از آن در تهیه غلات صبحانه، پودینگ‌ها و کوسکوس (نوعی غذای بربری) و  پانی پوری نوعی اسنک هندی می‌توان استفاده کرد.